# 拉瑟福縣 (田納西州)
拉瑟福县（英語：Rutherford County）是位於美国田纳西州中部的一個郡。面積1,616平方公里。根據2020年美國人口普查估計，共有人口341,486人，是全州的人口中心。縣治默弗里斯伯勒（Murfreesboro）。該縣成立於1805年10月17日，郡名紀念美國獨立戰爭時期將領、北卡罗来纳州的州參議員格里菲斯·拉瑟福。